# Esciros

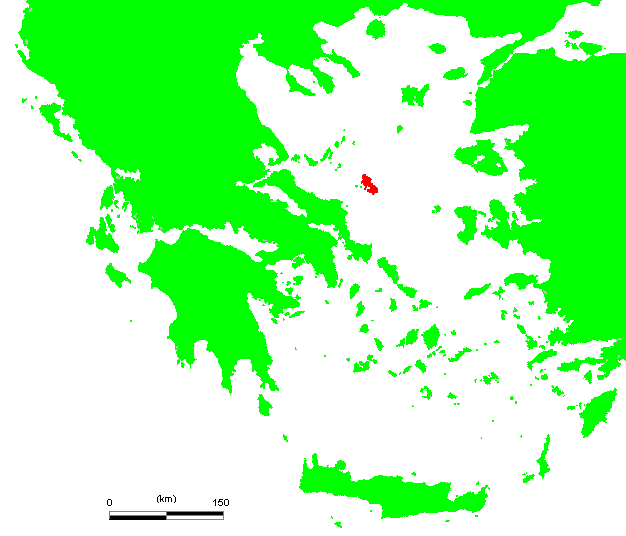
La localización de la isla en el mar Egeo

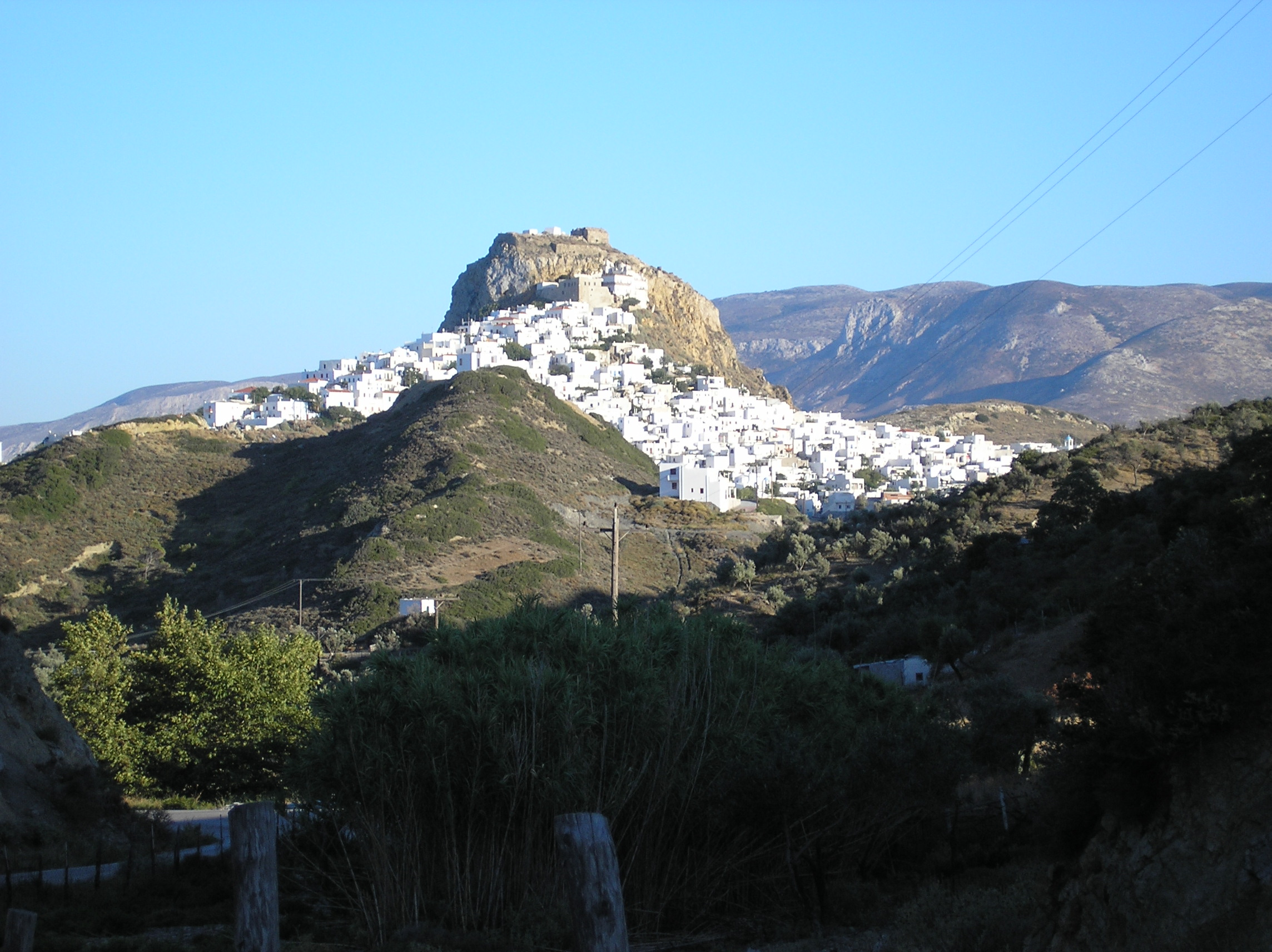
Esciro (o, localmente, Jora), la capital de la isla

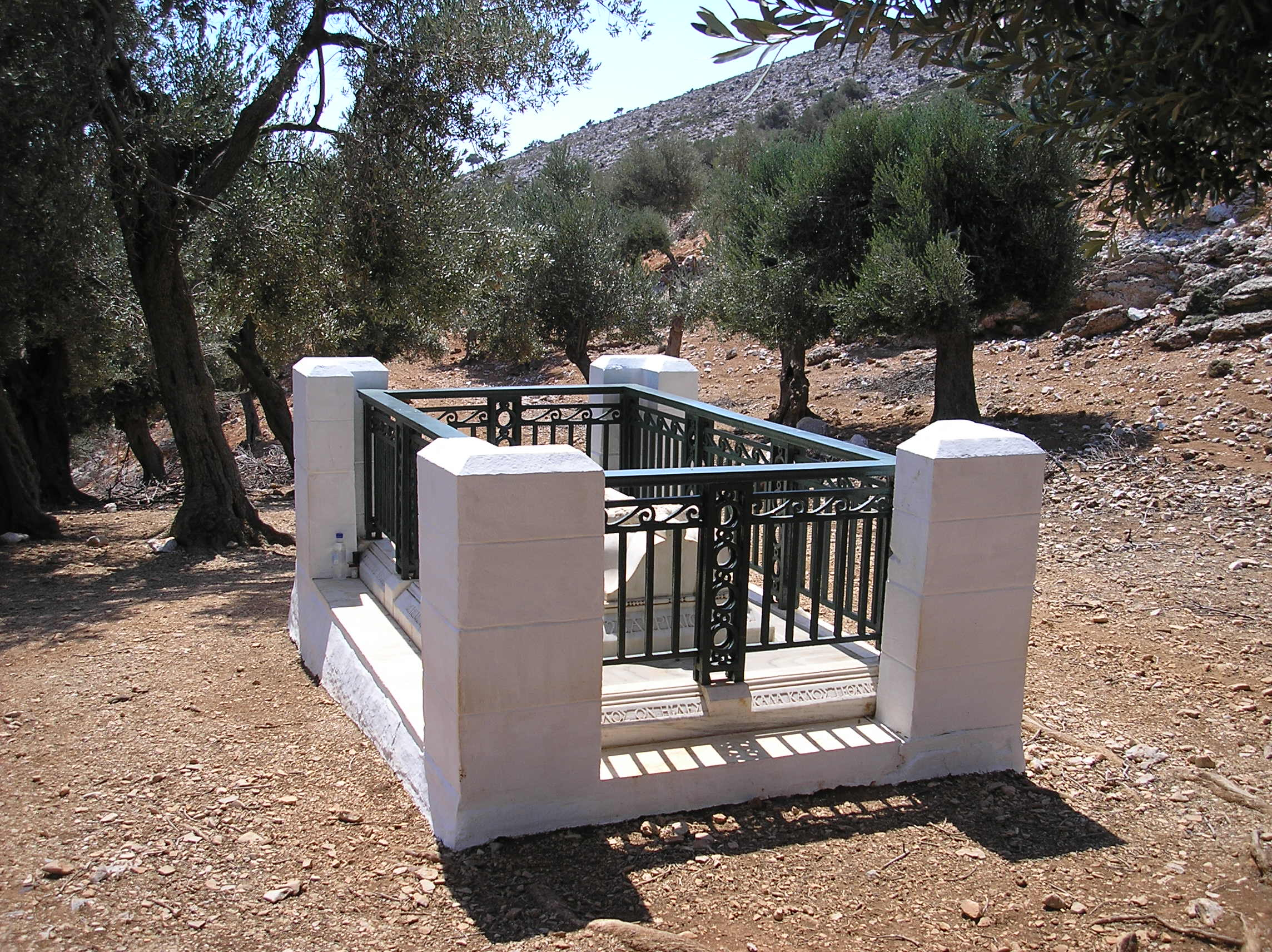
La tumba del poeta Rupert Brooke, en la isla de Esciros

Esciros (en griego Σκύρος, Skýros) es una isla griega del mar Egeo una de las Espóradas, al este de Eubea en la ruta hacia el Ponto. Está formada por dos partes (norte y sur) dividida por un istmo, siendo la mitad sur más montañosa.
Antiguamente tenía una ciudad con el mismo nombre y un río llamado Cefiso, según Estrabón. La capital todavía lleva el nombre de Skyros o Jora (frecuentemente transliterada Chora) y está al noreste (antes se llamaba San Jorge). Su superficie es de 215 km² y la población de 3 000 habitantes. La altura máxima está en el monte Kokhilas, en la parte sur con 793 metros. En las cercanías hay 32 islas e islotes. El puerto de Linaria está en el suroeste. En la parte norte está el monte Olimpo con 399 metros. Los terrenos de la isla no eran muy fértiles, pero fue famosa por la raza de cabras que habitaban allí y por las canteras de mármol de colores variados, según Estrabón y Plinio el Viejo.

## Historia
La isla se menciona muy a menudo en la antigüedad. Allí Tetis escondió a su hijo Aquiles entregándole al rey Licomedes que lo escondió con sus hijas, para salvarlo del destino que le esperaba ante las murallas de Troya. Allí Odiseo lo encontró y lo convenció de que participara en la Guerra de Troya, según Homero. Según otra tradición, Aquiles conquistó a Esciros y eso se relaciona con las leyendas áticas sobre la muerte de Teseo. Cuando Teseo fue expulsado de Atenas una tormenta lo llevó hasta la isla, donde encontró a Licomedes con quien tenía relaciones de amistad. Licomedes lo acogió, pero temió que no quisiera tomarle el trono lo tiró por un acantilado. Para vengar esta muerte, Peleo envió a Aquiles a conquistar la isla.. 
Tucídides menciona que la isla estaba habitada por los dólopes y fue conquistada por Cimón después de las guerras médicas en 469 a. C., dado que en 476 a. C. un oráculo había ordenado en dicho año llevar los huesos de Teseo desde la isla a Atenas. Efectivamente, los supuestos huesos fueron llevados a Atenas y guardados en el Teseion. Cimón expulsó a los dólopes y estableció colonos atenienses y desde entonces fue considerada como parte de Atenas y hasta la Paz de Antálcidas fue reconocida como parte inseparable de Atenas junto con Lemnos e Imbros.
La conquista de la isla fue en realidad para terminar con la piratería de los dólopes y otra población de raíz pelasga, y asegurar así la ruta del Pireo hasta Calcídica.
Los macedonios se apoderaron de ella en 240 a. C., pero los romanos obligaron al rey Filipo a retornar la isla a Atenas en el tratado de paz de 196 a. C.
Permaneció en manos romanas y bizantinas hasta 1205, cuando fue ocupada por los venecianos y gobernada por los Ghisi y los Tiépolo, hasta que hacia 1390 fue ocupada por los otomanos, pero los bizantinos la recuperaron poco después y la conservaron hasta 1453. En este año se puso bajo protección de Venecia. Los turcos la ocuparon en 1538. Volvió a manos de Grecia en 1830. 
En el marco de la Batalla de Galípoli, la británica División Naval Real ensayó la operación de desembarco en la isla de Esciros, a la que llegó el 17 de abril de 1915.